# Desmopsis erythrocarpa
Desmopsis erythrocarpa är en kirimojaväxtart som beskrevs av Cyrus Longworth Lundell. Desmopsis erythrocarpa ingår i släktet Desmopsis och familjen kirimojaväxter. Inga underarter finns listade i Catalogue of Life.